# Anne Tauber
Anne Tauber (19 de mayo de 1995) es una deportista neerlandéesa que compite en ciclismo de montaña en la disciplina de campo a través. Ganó una medalla de bronce en el Campeonato Europeo de Ciclismo de Montaña de 2021, en la prueba femenina.

## Medallero internacional
| Campeonato Europeo | Campeonato Europeo | Campeonato Europeo | Campeonato Europeo |
| Año                | Lugar              | Medalla            | Competición        |
| ------------------ | ------------------ | ------------------ | ------------------ |
| 2021               | Novi Sad (Serbia)  | Medalla de bronce  | Campo a través     |